# 銀座一丁目駅
銀座一丁目駅（ぎんざいっちょうめえき）は、東京都中央区銀座一丁目にある、東京地下鉄（東京メトロ）有楽町線の駅である。駅番号はY 19。

## 歴史
- 1974年（昭和49年）10月30日：開業[2][3]。当初は終着駅であった。入場用×1基、出場用×1基の自動改札機が設置された[2]。ただし、一部駅施設の完成が遅れており、当初は池袋寄りからホーム中央部までの仮施設（池袋寄りの140 m強程のホーム）で営業していた[2][4][5]。
- 1976年（昭和51年）
  - 6月18日：本設ホームが完成[6]。
  - 6月19日：駅冷房を開始[7]。
- 1980年（昭和55年）3月27日：当駅 - 新富町間開業により中間駅となる[8]。
- 2004年（平成16年）4月1日：帝都高速度交通営団（営団地下鉄）民営化に伴い、当駅は東京地下鉄（東京メトロ）に継承される[9]。
- 2007年（平成19年）3月18日：ICカード「PASMO」の利用が可能となる[10]。
- 2012年（平成24年）4月14日：ホームドアの使用を開始[11]。
- 2020年（令和2年）6月6日：東京メトロ銀座線・丸ノ内線・日比谷線銀座駅との乗り換え業務を開始[12]。

## 駅構造
銀座柳通りの直下、中央通りから外堀通りの間に位置する。
地上の道幅に駅施設を収めるべく、単式ホーム1面1線の上下2層構造になっている。改札は地下2階にあり、1番線ホーム（新木場方面）は地下3階、2番線ホーム（和光市方面）は地下4階にある。いずれも進行方向の右側にホームが設置されている。地下2階から各のりばへの階段・エスカレーター・エレベーターは独立して設置しており、地下2階から2番線ホーム（地下4階）へは1番線ホーム（地下3階）を経なくても到達できる。同じ有楽町線の麹町駅と同種の構造であるが、当駅には、1番線ホームと2番線ホームを直接行き来できる階段がある点が異なる。
銀座線が当駅の上部を通過しているが駅は設置されていない。計画当時、銀座駅との連絡が検討されたが、付近に銀座線や共同溝等が存在しており通路を新設する空間がないため、地下道での連絡ができない構造となった。中央通り上にある当駅の9番出入口と、銀座駅A13番出入口（銀座線側）は約200メートル、また外堀通り上の当駅の4番出入口と銀座駅C6番出入口（丸ノ内線側）は約300メートルの距離であり、2020年6月6日に両駅が乗換駅となってからは、このルートが乗り換え経路として案内されている。このほか、当駅の2番出入口から直結する東京高速道路下の建物（銀座インズ2・銀座インズ1）を経由することで、ほぼ屋根直下で銀座駅C9番出入口（丸ノ内線側）まで移動することもできる。
西隣の有楽町駅も連絡通路はないが近接しており、有楽町駅D9番出入口と当駅の1番出入口は東京高速道路を挟んで70メートルほどの距離である。
開業当初から中野坂上駅、恵比寿駅とともに自動改札機を設置していた。開業当初の有楽町線では、全駅で磁気化券を発売し、終端駅である銀座一丁目駅と池袋駅の自動改札化に対応したが、他線区から持ち込まれる裏が白い乗車券（非磁気化券）を投入口に入れるトラブルも多発したため、数年で一旦撤去した。その後、1990年からの本格導入時に再設置された。また、2006年4月28日までは定期券売り場を設置していた。

### のりば
| 番線 | 路線     | 行先                       |
| ---- | -------- | -------------------------- |
| 1    | 有楽町線 | 新木場方面                 |
| 2    | 有楽町線 | 和光市・森林公園・飯能方面 |

（出典：東京メトロ:構内図）
開業当時は当駅が終点で、ラッシュ時は1番線と2番線の交互に列車が発着し、それ以外の時間帯は1番線のみを使用していた。列車の転線は当駅ではなく、隣の有楽町駅東側にある両渡り線で行っており、両渡り線から当駅までの間は単線並列運転となっていた。現在でも輸送障害時に、この両渡り線を使用した当駅での折り返し運転が行われる場合がある。

### 発車メロディ
2012年4月14日からスイッチ制作の発車メロディ（発車サイン音）を使用している。
曲は1番線が「花時計」、2番線が「Rolling」（いずれも塩塚博作曲）である。

## 利用状況
2024年度の1日平均乗降人員は33,805人であり、東京メトロ全130駅中107位。
近年の1日平均乗降・乗車人員推移は下表の通り。
| 年度               | 1日平均 乗降人員 | 1日平均 乗車人員 | 出典     |
| ------------------ | ---------------- | ---------------- | -------- |
| 1990年（平成02年） |                  | 21,104           | [ * 1 ]  |
| 1991年（平成03年） |                  | 20,123           | [ * 2 ]  |
| 1992年（平成04年） |                  | 20,019           | [ * 3 ]  |
| 1993年（平成05年） |                  | 19,408           | [ * 4 ]  |
| 1994年（平成06年） |                  | 18,660           | [ * 5 ]  |
| 1995年（平成07年） |                  | 18,309           | [ * 6 ]  |
| 1996年（平成08年） |                  | 18,241           | [ * 7 ]  |
| 1997年（平成09年） |                  | 18,044           | [ * 8 ]  |
| 1998年（平成10年） |                  | 18,145           | [ * 9 ]  |
| 1999年（平成11年） |                  | 17,410           | [ * 10 ] |
| 2000年（平成12年） |                  | 17,337           | [ * 11 ] |
| 2001年（平成13年） |                  | 17,392           | [ * 12 ] |
| 2002年（平成14年） | 35,110           | 17,268           | [ * 13 ] |
| 2003年（平成15年） | 35,051           | 17,158           | [ * 14 ] |
| 2004年（平成16年） | 35,546           | 17,321           | [ * 15 ] |
| 2005年（平成17年） | 36,425           | 17,616           | [ * 16 ] |
| 2006年（平成18年） | 37,263           | 17,986           | [ * 17 ] |
| 2007年（平成19年） | 37,502           | 18,415           | [ * 18 ] |
| 2008年（平成20年） | 35,982           | 17,671           | [ * 19 ] |
| 2009年（平成21年） | 35,099           | 17,299           | [ * 20 ] |
| 2010年（平成22年） | 34,703           | 17,109           | [ * 21 ] |
| 2011年（平成23年） | 33,658           | 16,556           | [ * 22 ] |
| 2012年（平成24年） | 33,836           | 16,543           | [ * 23 ] |
| 2013年（平成25年） | 34,332           | 16,825           | [ * 24 ] |
| 2014年（平成26年） | 35,170           | 17,181           | [ * 25 ] |
| 2015年（平成27年） | 36,708           | 17,948           | [ * 26 ] |
| 2016年（平成28年） | 37,248           | 18,233           | [ * 27 ] |
| 2017年（平成29年） | 38,754           | 18,978           | [ * 28 ] |
| 2018年（平成30年） | 39,250           | 19,184           | [ * 29 ] |
| 2019年（令和元年） | 39,562           | 19,251           | [ * 30 ] |
| 2020年（令和02年） | 30,848           |                  |          |
| 2021年（令和03年） | 33,189           |                  |          |
| 2022年（令和04年） | 36,285           |                  |          |
| 2023年（令和05年） | 32,240           |                  |          |
| 2024年（令和06年） | 33,805           |                  |          |

## 駅周辺
- 東京駅 - 東日本旅客鉄道（JR東日本）東北新幹線・京葉線ほか、東海旅客鉄道（JR東海）東海道新幹線
- 有楽町駅 - 東京メトロ有楽町線、東日本旅客鉄道（JR東日本）山手線・京浜東北線
- 銀座駅 - 東京メトロ銀座線・丸ノ内線・日比谷線（2020年6月6日より乗り換え業務を開始）[12]
- 京橋駅 - 東京メトロ銀座線
- 銀座柳通り
- 国道15号（中央通り）
- 東京都道405号外濠環状線（外堀通り）
- 東京駅鍛冶橋駐車場（高速バス乗降場）
- 銀座通郵便局
- 佐賀銀行東京支店
- メルサGinza-2
- 伊東屋銀座本店
- 西銀座デパート
- 銀座インズ
- ホテル西洋銀座
  - ル テアトル銀座
- 八重洲富士屋ホテル
- ホテルモントレ銀座
- ホテルモントレ ラ・スールギンザ
- 国際興業本社
- 警察博物館
- 東京交通会館
- 有楽町センタービル（有楽町マリオン）
  - ルミネ有楽町
  - 阪急MEN'S TOKYO
- 有楽町イトシア
  - 有楽町マルイ
- プランタン銀座
- 松屋銀座
- 銀座三越
- 銀座和光

## ギャラリー

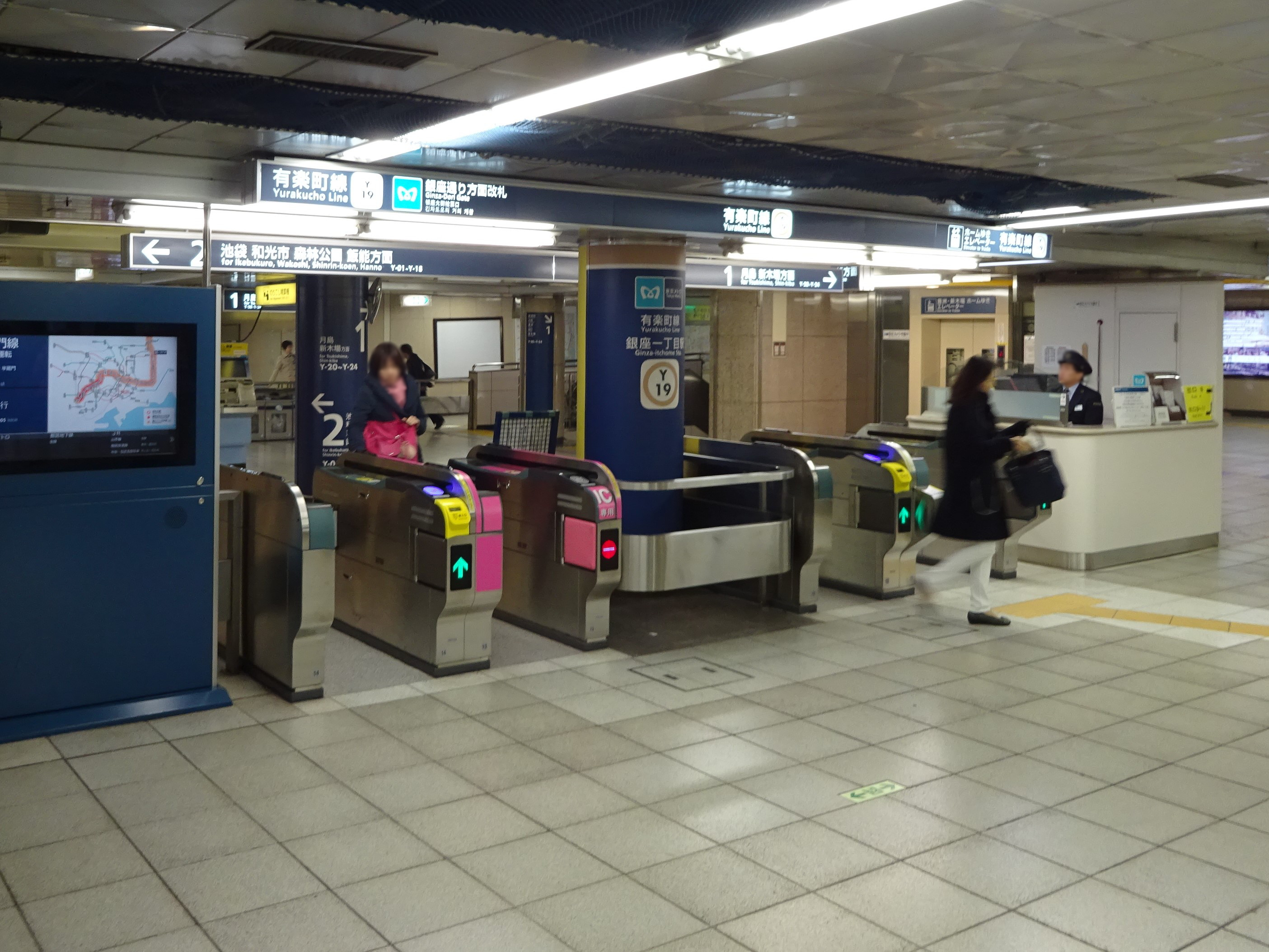
銀座通り方面改札（2017年2月11日）
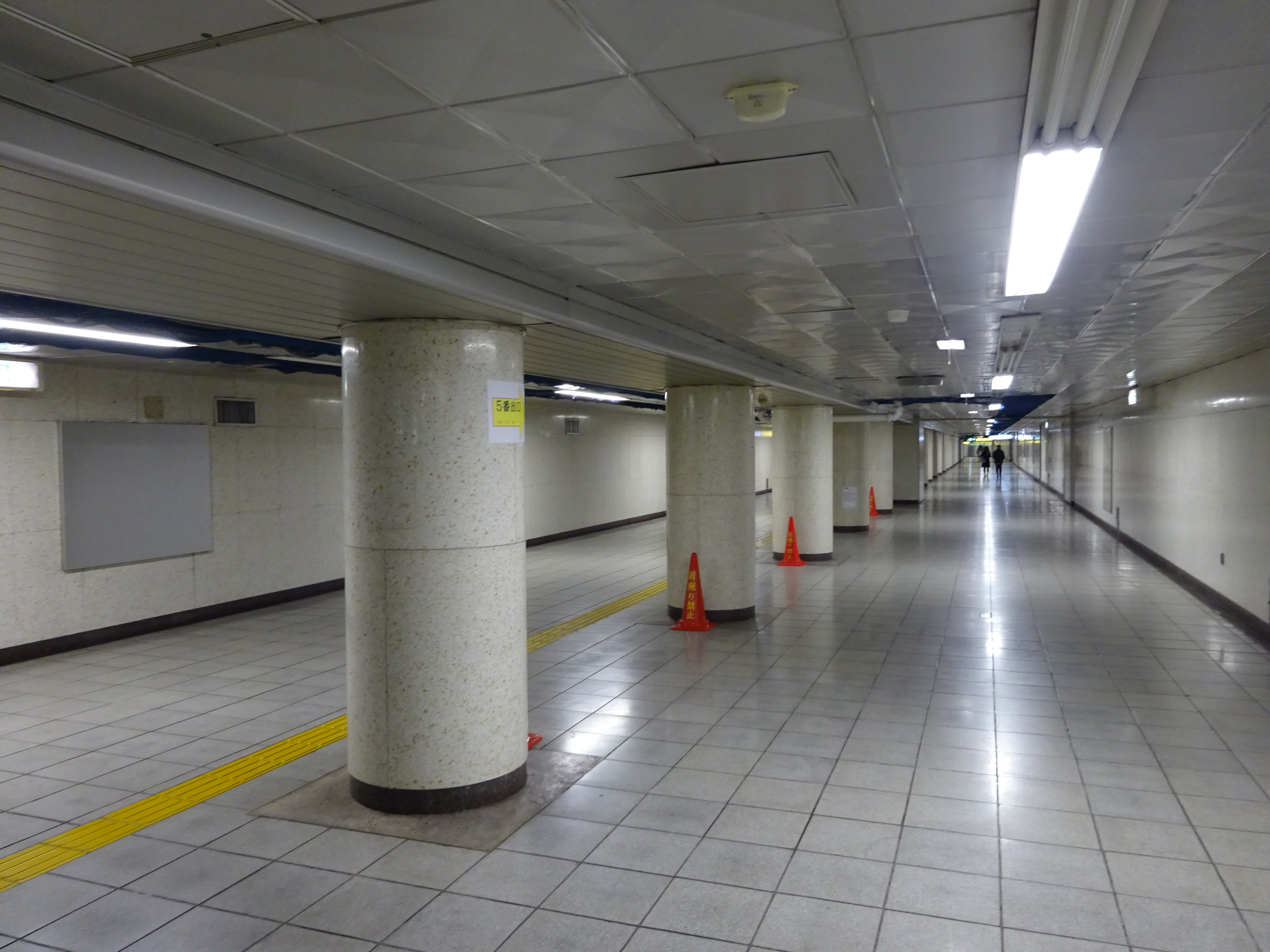
地下1階コンコース（2017年2月11日）
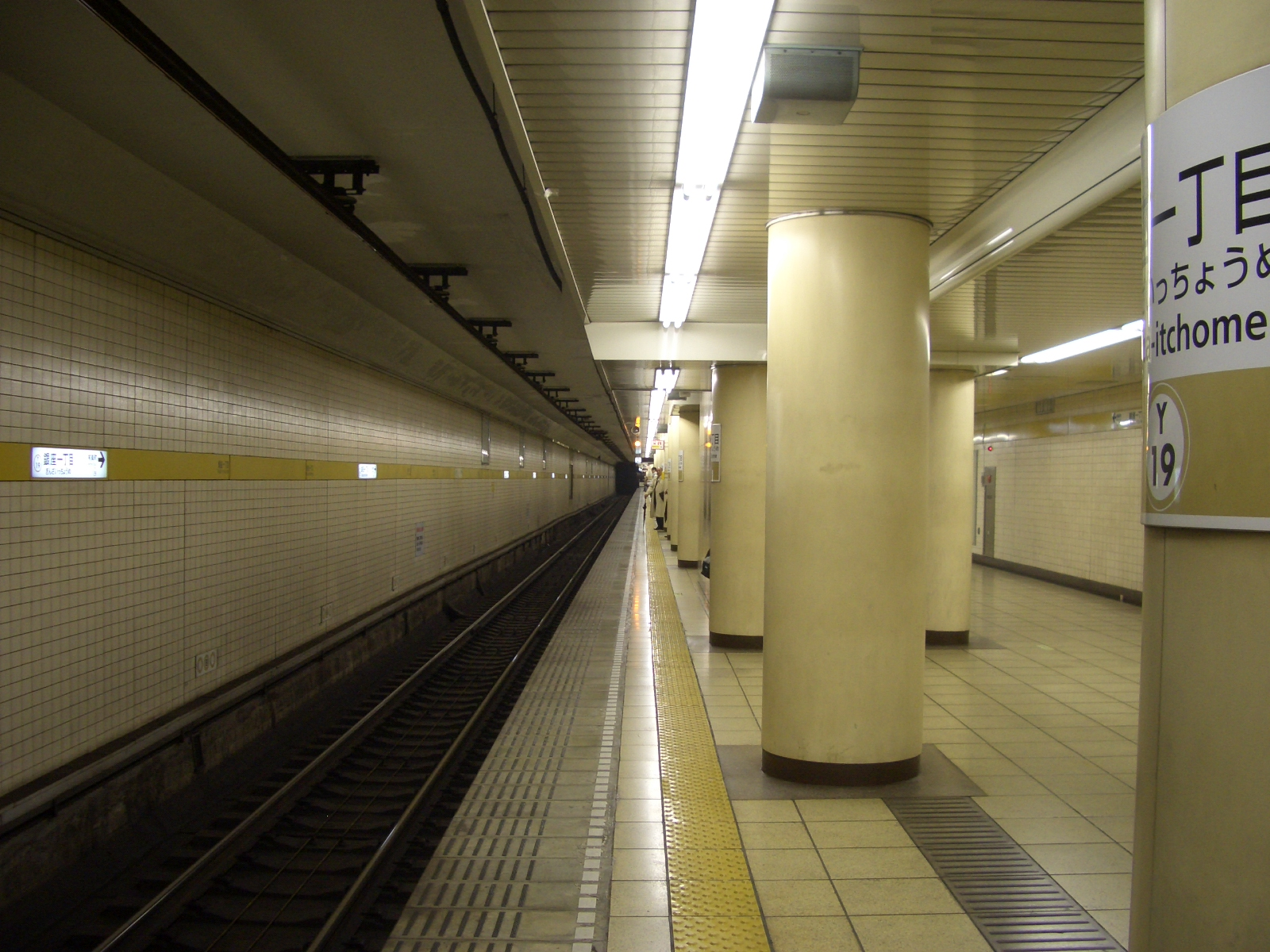
2番線ホーム（2008年12月9日）

## 隣の駅
東京地下鉄（東京メトロ）
 有楽町線
有楽町駅 (Y 18) - 銀座一丁目駅 (Y 19) - 新富町駅 (Y 20)